# Easy (Commodores)
Easy is een single uit 1977 van de Amerikaanse funkband Commodores. Het is geschreven door Lionel Richie en vormde het begin van een periode waarin de band vooral met ballads zou scoren. In Amerika haalde het de vierde plaats, in Nederland werd het een nr. 24-notering in de Nationale Hitparade, maar in de Top 40 blijft het in de Tipparade steken. 

## Geschiedenis
Easy is de afsluiter van het vijfde en titelloze album dat de Commodores op Motown uitbrachten. Richie schreef het over een verbroken relatie; in plaats van bij de pakken neer te zitten is de ik-persoon "easy like Sunday morning", een gebruikelijke mentaliteit in de Zuidelijke steden zoals zijn geboorteplaats Tuskegee. Easy duurt oorspronkelijk 4:48 minuten en werd met 33 seconden ingekort om het op de radio gedraaid te krijgen.

## NPO Radio 2 Top 2000
| Nummer met noteringen in de NPO Radio 2 Top 2000 | '99  | '00 | '01 | '02  | '03  | '04  | '05  | '06  | '07  | '08  | '09  | '10  | '11  | '12  | '13  |
| ------------------------------------------------ | ---- | --- | --- | ---- | ---- | ---- | ---- | ---- | ---- | ---- | ---- | ---- | ---- | ---- | ---- |
| Easy                                             | 1150 | -   | 996 | 1574 | 1324 | 1284 | 1667 | 1543 | 1782 | 1549 | 1742 | 1497 | 1608 | 1431 | 1857 |

1. ↑  Een '-' betekent dat het nummer niet was genoteerd en een vetgedrukt getal geeft de hoogste notering aan.
2. ↑  Deze tabel is bijgewerkt tot en met de laatste editie (2024).

## Versie Faith No More
De Amerikaanse rockband Faith No More speelde Easy bij live-concerten ter vervanging van de Black Sabbath-cover War Pigs en nam het vervolgens op tijdens de sessies voor hun album Angel Dust uit 1992. Aan het eind van het jaar kwam het alsnog uit en werd het begin 1993 een top 20-hit in Europa (in Nederland goed voor de tiende plaats) en Australië waar het op nr. 1 stond. Naar aanleiding van dit succes - dat in de Verenigde Staten en Canada geen weerklank vond - werd Easy aan de Europese versie van Angel Dust toegevoegd. 

## Samples
- Geto Boys op Six Feet Deep van hun album Till Death Do Us Part uit 1993.
- Cam'ron op Hey Ma uit 2002.